# Benthodorbis pawpela
Benthodorbis pawpela е вид коремоного от семейство Glacidorbidae.

## Разпространение
Видът е разпространен в Австралия (Тасмания).